# DJ Pooh
Марк С. Джордан (англ. Mark S. Jordan; нар. 29 червня 1966, Канзас-Сіті, Міссурі), більш відомий під псевдонімом DJ Пух англ. DJ Pooh, — американський продюсер, репер, сценарист і кінорежисер.

## Біографія
DJ Pooh найбільш відомий своєю роллю Реда у фільмі «П’ятниця» з Ice Cube. Діджей Пух став співавтором сценарію та допомагав у розвитку персонажа. 
Він продюсував альбоми для 2Pac, Ice Cube, Del tha Funkee Homosapien, LL Cool J, Yo-Yo, Tha Dogg Pound, King T та багатьох інших. У 1986–1987 роках DJ Pooh продюсував другий альбом LL Cool J, Bigger and Deffer. Він також продюсував All Eyez on Me 2Pac у 1995 році. Альбом отримав діамантовий сертифікат. Він також зробив основну частину продакшну для другого альбому Снуп Догга, Tha Doggfather, у 1996 році. 
Діджей Пух почав зніматися в кіно, почавши з продюсування кількох сцен фільму «Boyz n the Hood» 1991 року. Він грає всіх трьох персонажів «Mack» у відео на пісню Ice Cube «Who's the Mack?» з альбому AmeriKKKa's Most Wanted. Він також був сценаристом, продюсером і режисером власних фільмів, серед яких фільм 2000 року «Відсидка» та фільм 2001 року «Мийка» з Dr. Dre та Снуп Доггом у головних ролях. 
DJ Pooh також був співпродюсером і сценаристом успішної гри Grand Theft Auto: San Andreas і креативним консультантом Grand Theft Auto V, а також співавтором онлайн-версії, зробив кілька епізодичних появ, а також був діджеєм на радіостанції «West Coast Classics» у грі. DJ Pooh також з'явився в 3 епізодах серіалу The Boondocks.

## Дискографія
- Bad Newz Travels Fast (1997)

## Фільмографія
| Рік       | Назва            | Оригінальна назва     | Роль                                                                | Примітки                     |
| --------- | ---------------- | --------------------- | ------------------------------------------------------------------- | ---------------------------- |
| 1995      | П'ятниця         | Friday                | Ред                                                                 | співавтор сценарію           |
| 2000      | Третя відсидка   | 3 Strikes             | Трік Тернер / таксист                                               | режисер, сценарист           |
| 2001      | Мийка            | The Wash              | Слім                                                                | режисер, продюсер, сценарист |
| 2005—2006 | Гетто            | The Boondocks         | Mudpie, Спікер №2, учасник натовпу, учасник похорону (тільки голос) | озвучка                      |
| 2010      | Фрікнік: М'юзикл | Freaknik: The Musical | Даела Мен                                                           | озвучка                      |
| 2017      | Дім розсади      | Grow House            | —                                                                   | режисер, сценарист           |